# ولی‌الله زندکریمی

از راست: سپهبد نادر جهانبانی، سرلشکر محمدولی الله زند کریمی، محمود جعفریان، پرویز نیکخواه و غلامحسین دانشی پیش از تیرباران، روزنامهٔ اطلاعات ۲۲ اسفند ۱۳۵۷ (‏۱۳ مارس ۱۹۷۹‏

ولی‌الله زندکریمی سرلشکر ارتش شاهنشاهی و رئیس اداره زندان‌ها در دوره پهلوی بود. او در دادگاه انقلاب به ریاست صادق خلخالی محاکمه شده و اتهام فساد فی الارض به اعدام محکوم شده و در ۲۲ اسفند ۱۳۵۷ در زندان قصر به همراه ۱۰ نفر دیگر سپهبد نادر جهانبانی، محمود جعفریان، پرویز نیک‌خواه، غلامحسین دانشی، ستوان یکم منوچهر وثوقی، محمدنوید معروف به «نبوی»، میراحمد کوچصفهانی، ستوان دوم حسین شه‌کمان، سرگرد منوچهر قشقایی و حسین فرزین اعدام شد.
زندکریمی از افراد وابسته به سرلشکر حسن اخوی بود و به همراه سرهنگ فرزانگان در طرج ریزی برای کودتای۲۸ مرداد شرکت داشت.